# Nicole Lapointe
Pour les articles homonymes, voir Lapointe.
Nicole Lapointe, née à Montréal le 8 juillet 1933 et morte à Outremont le 27 avril 2023, est une marionnettiste québécoise.  
Elle est la créatrice, avec Pierre Régimbald, des marionnettes de la populaire émission de télévision pour enfants Passe-Partout ainsi que celles de Nic et Pic et de plusieurs marionnettes pour la série Fanfreluche.

## Biographie
C'est dans la troupe de Micheline Legendre que Nicole Lapointe et Pierre Régimbald ont appris leur métier pendant une dizaine d'années.
« Nicole Lapointe et Pierre Régimbald ont décidé de vivre du métier de marionnettiste.  Ils ont fait leurs débuts au Petit Théâtre de la Place Ville-Marie avant de s'associer avec le théâtre du Rideau Vert, où ils créent des spectacles pour enfants depuis 1968. Ils ont eu l'occasion de se produire à Montréal et en province, rejoignant les jeunes où ils sont : à l'école, dans les salles communautaires et les centres commerciaux.
C'est dans le cadre de Fanfreluche qu'ils ont amené leurs marionnettes au petit écran, ce qui a débouché sur la naissance de Nic et Pic et une collaboration très enrichissante avec Hélène Roberge et l'auteur Michel Cailloux. » 
Dans son numéro 143 (2012), p. 9-11, Jeu Revue de théâtre écrit : Le Théâtre de l’Avant-Pays est dépositaire des marionnettes de Pierre Régimbald et de Nicole Lapointe.
Nicole Lapointe s'éteint à Outremont le 27 avril 2023 à l'âge de 89 ans.

## Source
- Ici Radio-Canada Télévision – Horaire de la chaîne française de télévision de Radio-Canada, volume 10, numéro 39, semaine du 18 au 24 septembre 1976, page 10. Les articles et renseignements publiés dans Ici Radio-Canada télévision peuvent être reproduits librement.

- Notices d'autorité :   - VIAF